# Eugène Pollet
Achille Eugène Pollet (Lille, Nord, 1886. szeptember 29. – Lille, Nord, 1967. december 16.) olimpiai bronzérmes francia tornász.
Ez első világháború után az 1920. évi nyári olimpiai játékokon indult, és mint tornász versenyzett. Csapat összetettben bronzérmes lett.